# Норт-Інгліш (Айова)
Норт-Інгліш (англ. North English) — місто (англ. city) в США, в округах Айова і Кіокак штату Айова. Населення — 1065 осіб (2020).

## Географія
Норт-Інгліш розташований за координатами 41°30′59″ пн. ш. 92°4′39″ зх. д. / 41.51639° пн. ш. 92.07750° зх. д. (41.516400, -92.077631).  За даними Бюро перепису населення США в 2010 році місто мало площу 1,43 км², уся площа — суходіл.

## Демографія
Згідно з переписом 2010 року, у місті мешкала 1041 особа в 444 домогосподарствах у складі 276 родин. Густота населення становила 726 осіб/км².  Було 484 помешкання (338/км²).
Расовий склад населення:
| - 99,2 % — білих - 0,3 % — чорних або афроамериканців |

До двох чи більше рас належало 0,5 %. Частка іспаномовних становила 0,7 % від усіх жителів.
За віковим діапазоном населення розподілялося таким чином: 24,9 % — особи молодші 18 років, 51,9 % — особи у віці 18—64 років, 23,2 % — особи у віці 65 років та старші. Медіана віку мешканця становила 41,7 року. На 100 осіб жіночої статі у місті припадало 84,2 чоловіків;  на 100 жінок у віці від 18 років та старших — 76,5 чоловіків також старших 18 років.
Середній дохід на одне домашнє господарство  становив 60 478 доларів США (медіана — 46 625), а середній дохід на одну сім'ю — 69 591 долар (медіана — 55 272). За межею бідності перебувало 18,9 % осіб, у тому числі 28,8 % дітей у віці до 18 років та 7,1 % осіб у віці 65 років та старших.
Цивільне працевлаштоване населення становило 518 осіб. Основні галузі зайнятості: освіта, охорона здоров'я та соціальна допомога — 33,0 %, виробництво — 11,4 %, мистецтво, розваги та відпочинок — 10,4 %.